# Veliki prsni mišić
Veliki prsni mišić (lat. musculus pectoralis major) je mišić lepezastog oblika koji čini veći dio gornjeg prednjeg dijela trupa.
Mišić inerviraju prednji torakalni živci (lat. nervi thoracales anteriores) iz ručnog živčanog spleta (lat. plexus brachialis). 

## Polazište i hvatište
Mišićne niti polaze s prsne polovice ključne kosti, prednje strane prsne kosti i s hvatišta hrskavica svih pravih rebara, sve do šestog ili sedmog rebra. 
Od polazišta niti se spajaju u tetivu koja se hvata za veliki tuberkul nadlaktične kosti.